# Textrix intermedia
Textrix intermedia là một loài nhện trong họ Agelenidae.
Loài này thuộc chi Textrix. Textrix intermedia được Jörg Wunderlich miêu tả năm 2008.